# Стерлитамакская ТЭЦ
Стерлитамакская ТЭЦ — тепловая электростанция (теплоэлектроцентраль), расположенная в городе Стерлитамак республики Башкортостан Российской Федерации. Входит в состав ООО «Башкирская генерирующая компания» — дочернего общества ПАО «Интер РАО».
Стерлитамакская ТЭЦ поставляет электрическую энергию и мощность на оптовый рынок электрической энергии и мощности. Является основным источником тепловой энергии для системы централизованного теплоснабжения города Стерлитамак.

## История
Пуск первого турбоагрегата Стерлитамакской ТЭЦ состоялся в сентябре 1957 года. В декабре 1967 года был введён в промышленную эксплуатацию девятый турбоагрегат мощностью 100 МВт — самая крупная теплофикационная турбина в республике на тот момент.
В ходе реформы электроэнергетики России Стерлитамакская ТЭЦ была выделена из состава Башкирэнерго в ООО «Башкирская генерирующая компания», вошедшее в 2012 году в периметр холдинга Интер РАО.

## Описание
Башкирская энергосистема работает в составе объединенной энергосистемы Урала. Установленная электрическая мощность Стерлитамакской ТЭЦ на начало 2015 года составляет 345 МВт или 7 % от общей мощности электростанций региона. Выработка электроэнергии в 2014 г. составила 1539,9 млн кВт⋅ч.
Стерлитамакская ТЭЦ работает в режиме комбинированной выработки электрической и тепловой энергии. Является основным источником тепловой энергии для системы централизованного теплоснабжения города Стерлитамак. В 2014 году отпуск тепловой энергии составил 1 799,5 тыс. Гкал, в том числе 730,1 тыс. Гкал — пар промышленным потребителям.
Тепловая схема ТЭЦ — с поперечными связями на давление свежего пара 9,0 и 13,0 МПа. Основное оборудование включает:
- энергетические (паровые) котлы;
- шесть турбоагрегатов:
  - ПТ-25-90/10;
  - 2 x ПТ-60-130/13;
  - 2 x Р-50-130/13;
  - Т-100-130.

В качестве основного топлива используется магистральный природный газ.